# (242216) 2003 RN10
(242216) 2003 RN10 est un astéroïde Amor et aréocroiseur, classé comme potentiellement dangereux. Il fut découvert par LONEOS à la station Anderson Mesa le 13 septembre 2003.